# Andròmeda XI
Andròmeda XI és una galàxia nana esferoïdal d'uns 2,6 milions d'anys-llum de distància del nostre sistema solar i que està situada a la constel·lació d'Andròmeda. Va ser descoberta el 2006 pel grup de recerca Martin et al. L'Andròmeda XI és una galàxia satèl·lit de la Galàxia d'Andròmeda (M31).